# Diplodocider
Diplodocider (dubbla balkar) är det vetenskapliga namnet på en familj växtätande dinosaurier som tillhörde ordningen/gruppen sauropoder. 
Medlemmar i denna dinosauriefamilj var följande släkten
- Apatosaurus (tidigare kallad Brontosaurus)
- Amargasaurus
- Amazonasaurus
- Atlantosaurus
- Barosaurus
- Brontosaurus (tidigare klassad som art inom släktet Apatosaurus).
- Diplodocus
- Seismosaurus (enligt nya rön troligen en art inom släktet Diplodocus)
- Supersaurus
- Mamenchisaurus
- Nemegtosaurus
- Rebachisaurus
- Elososaurus
- Quasitosaurus
- Ryasosaurus
- Dicraeosaurus
- Amphicoelias?

Anm: Många paleontologer föredrar nu att placera Nemegtosaurus i en annan sauropodfamilj - Nemegtosaurider

## Om diplodocider
Som andra Sauropoder var diplodociderna enorma djur, inom familjen återfinns några av de största landdjur som någonsin existerat. De tyngsta beräknas ha vägt ända upp till 80 ton, och vissa av dem var över 40 m långa. Dessutom finns den mycket dåligt kända (om djuret ens har funnits) Amphicoelias men som kan vara den största dinosaurien som någonsin existerat, kanske t.om tyngre än blåvalen. 
Diplodicderna var i mångt och mycket väldigt lika andra sauropodfamiljer. De var alla fyrfotade växtätare men även med "Sauropodmått" hade de mycket långa halsar och svansar. Mamenchisaurus beräknas till exempel haft en hals som var hela 15 m lång! Till skillnad från brachosaurierna hade de kortare framben än bakben så höftpartiet var högre än skuldrorna. Tvärtemot vad man tidigare trodde höll de halsen ganska lågt. Men till skillnad från många andra Sauropoder kunde de resa sig på bakbenen och på så sätt ändå beta högt upp i träden. Denna förmåga användes troligen också vid angrepp från rovdinosaurier - djuren kunde resa sig på bakbenen och falla ner för att på så sätt krossa den anfallande dinosaurien. De långa svansarna fungerade säkert också utmärkt som piska som skrämde bort angriparen. Diplodociderna hade mycket svaga tänder. Därför svalde de födan hel som sedan maldes ner i magen. Alla var växtätare, och i munnen hade de pennlika tänder.
Man har även hittat många fossila fotspår efter dem och de visar att de var flockdjur som andra Sauropoder och att de trivdes bäst på stora slätter nära sjöar eller floder. Ungarna gick i mitten av flocken för att få bästa skydd mot rovdinosaurier. Mängder med fossilierade ägg har också hittats efter dem men tvärtemot vad man kan tro är deras (och andra Sauropoders) ägg inte alls så stora som man kan tro med tanke på hur stora djuren blev som fullvuxna, 20–25 cm i diameter
Diplodociderna dök upp under jura för ca 170 miljoner år sedan och överlevde långt in i krita. Sin "storhetstid" verkar de ändå haft under slutet av jura då de hörde till de allra vanligaste dinosaurierna. De flesta lämningarna har hittats på nordliga kontinenter.
Se även
- Dinosaurier
- Sauropoder
- Brachiosaurider
- Titanosaurider